# Будчиці
Будчиці (пол. Budczyce, нім. Haltauf) — село в Польщі, у гміні Завоня Тшебницького повіту Нижньосілезького воєводства.
Населення — 112 осіб (2011).
У 1975-1998 роках село належало до Вроцлавського воєводства.

## Демографія
Демографічна структура станом на 31 березня 2011 року:
|          | Загалом | Допрацездатний вік | Працездатний вік | Постпрацездатний вік |
| -------- | ------- | ------------------ | ---------------- | -------------------- |
| Чоловіки | 62      | 14                 | 40               | 8                    |
| Жінки    | 50      | 9                  | 30               | 11                   |
| Разом    | 112     | 23                 | 70               | 19                   |